# Падма-пурана
«Па́дма-пура́на» (санскр. पद्म पुराण) — религиозный текст индуизма на санскрите, одна из самых важных и больших по объёму среди восемнадцати маха-пуран.
«Падма-пурана» разделена на пять частей. В первой части мудрец Пуластья объясняет Бхишме о дхарме и её основной сути. Во второй части подробно описывается Притхиви (Земля). В третьей части обстоятельно описывается космос и его сотворение; там же содержится описание Индии. В четвёртой части говорится о жизни и деяниях Рамы. В пятой части содержится беседа между Шивой и его супругой Парвати, в которой обсуждается основная суть дхармы.

## Обзор
Краткое содержание основных частей Пураны:
- Шришти-канда состоит из беседы между Бхишмой и мудрецом (риши) Пуластья. Здесь содержится подробное описание знаменитого места паломничества Пушкара.

- Бхуми-канда — здесь содержится описание Притхиви (Земли) и рассказывается история Притху и Яяти, а также истории некоторых других риши. Некоторые учёные полагают, что события, описанные в этой Пуране содержат в себе факты из истории и географии того времени.

- Сварга-канда содержит в себе подробное описание сотворения материального космоса. В ней также описывается слава и значимость святых мест паломничества, а также Джамбудвипа и её географическое положение. Там также рассказывается о населении Индии в древние времена.

- Патала-канда — здесь Уграшравас рассказывает историю жизни Рамы собранию мудрецов (риши). Часть этой кханды посвящена жизнеописанию Кришны. 16 глав Патала-кханды известны как «Шива-гита». Этот раздел, однако, присутствует не во всех редакциях «Падма-пураны».

- Уттара-канда — здесь содержится беседа между Шивой и Парвати о метафизическом аспекте религии. В состав «Уттара-кханды» также входят «Вишну-сахасранама» и «Рама-сахасранама». Именем этой кханды «Падма-пураны» названа религиозная традиция индуизма Уттаракханд, практикуемая в индийских Гималаях, где согласно верованиям индусов Шива и Парвати обитают у истоков Ямуны и Ганги и где также находятся места обитания Вишну — Бадринатх, и Шивы — Кедарнатх и Харидвар.